# Torbat-e-Jam
Torbat-e-Jām (farsi تربت جام) è il capoluogo dello shahrestān di Torbat-e-Jam, circoscrizione Centrale, nella provincia del Razavi Khorasan in Iran. Aveva, nel 2006, una popolazione di 83.558 abitanti. La città si trova a nord di Taybad, circa 160 km a sud-est di Mashhad e a 40 km dal confine con l'Afghanistan.
A Torbat-e-Jām si trova il mausoleo del poeta sufi Ahmad Ibn Abolhasan Jāmi-e Nāmoqi-e Torshizi, meglio conosciuto come Sheikh Ahmad-e Jami, nato nel villaggio di Namaq, vicino a Kashmar.